# شریف لطفی
شریف لطفی (زادهٔ ۲۶ اردیبهشت ۱۳۲۹ در رشت) آهنگساز، نوازندهٔ هورن، پداگوژیست موسیقی و رهبر ارکستر اهل ایران است. او بنیانگذار دانشکدهٔ موسیقی دانشگاه هنر تهران و از استادان این دانشگاه است.

## زندگی
شریف لطفی زادهٔ ۲۶ اردیبهشت ۱۳۲۹ در شهر رشت است. او در سن ده سالگی به علت تغییر شغل پدر به تهران عزیمت کرد. دوازده ساله بود که به تشویق پدر، که خود از شاگردان ابوالحسن صبا بود، وارد هنرستان عالی موسیقی تهران شد و هورن را به عنوان ساز تخصصی زیر نظر مرتضی حنانه فرا گرفت.

## زندگی هنری
شریف لطفی با دریافت دیپلم موسیقی، همزمان در ارکستر سمفونیک تهران، ارکستر اپرای تهران و ارکستر باله، به عنوان نوازندهٔ ساز هورن مشغول به کار شد. پس از گذراندن دوره کارشناسی موسیقی در هنرستان عالی موسیقی تهران، از سوی وزیر فرهنگ و هنر به دریافت بورس تحصیلی دولتی به عنوان دانشجوی ممتاز نائل آمد. او تحصیلات خود را در آکادمی موسیقی شهر هامبورگ آلمان در زمینه‌های پداگوژی موسیقی و رهبری ارکستر ادامه داد و در همین زمان، به عنوان نوازندهٔ هورن به عضویت ارکستر سمفونیک هامبورگ و ارکستر سمفونیک برمن درآمد.
شریف لطفی پس از به پایان بردن تحصیلات تکمیلی در رشته‌های پداگوژی موسیقی و رهبری ارکستر، با بازگشت به ایران، نخست عضو هیئت علمی هنرستان عالی موسیقی و در پی آن عضو هیئت علمی دانشگاه هنر تهران شد. او برای مدتی ریاست هنرستان عالی موسیقی تهران را بر عهده داشت و پس از آن نسبت به تأسیس و رهبری ارکستر سمفونیک دانشگاه تهران اقدام نمود.
بعد از برنامه‌ریزی و تدوین رشته‌های تحصیلی موسیقی، در سال ۱۳۷۰ مرکز آموزش‌های آزاد موسیقی دانشگاه هنر را بنیان گذاشت و نهایتاً در سال ۱۳۷۳، موفق به تأسیس نخستین دانشکدهٔ موسیقی ایران، با عنوان «دانشکده موسیقی دانشگاه هنر تهران» در پردیس کرج دانشگاه هنر گردید.
رهبری ارکستر سمفونیک فرهنگسرای بهمن، ثبت و راه اندازی مجدد انجمن فیلارمونیک ایران، راه‌اندازی گروه موسیقی دانشگاه گیلان و همچنین رهبری ارکستر فیلارمونیک تهران پس از انقلاب ۵۷ با او بود. شریف لطفی بنیانگذار، عضو هیئت علمی و از استادان دانشکدهٔ موسیقی دانشگاه هنر تهران، تا اواخر سال ۱۳۸۹ ریاست دانشکده موسیقی دانشگاه هنر را بر عهده داشت.
او تا پایان دوران ریاست در دانشکدهٔ موسیقی، موفق به راه‌اندازی رشته‌های: آهنگسازی، نوازندگی موسیقی ایرانی، نوازندگی موسیقی جهانی (کلاسیک) و موسیقی نظامی در مقطع کارشناسی و همچنین رشته‌های: آهنگسازی، نوازندگی موسیقی ایرانی، نوازندگی موسیقی جهانی (کلاسیک) و اتنوموزیکولوژی در مقطع کارشناسی ارشد شد.
موسیقی فیلم مادیان از جمله آثار او است که در سال ۱۳۶۴، برندهٔ جایزه لوح زرین و دیپلم افتخار بهترین موسیقی متن از چهارمین دوره جشنواره فیلم فجر شد. همچنین کتاب روش نوین مبانی اجرای موسیقی از تألیفات او، در سال ۱۳۸۲ به عنوان کتاب سال برگزیده شد. برادر او ابراهیم لطفی، نوازنده و مدرس سرشناس ویلن است.

## فعالیت‌های هنری
از جمله فعالیت‌های هنری شریف لطفی، می‌توان به موارد زیر اشاره نمود:
مدیر هنرستان عالی موسیقی تهران (۱۳۵۸ تا ۱۳۵۹)، بنیانگذار و رهبر ارکستر سمفونیک دانشگاه تهران (۱۳۵۹)، نخستین عضو و از بنیانگذاران شورای ارزشیابی هنرمندان کشور، برنامه‌ریزی و تدوین رشته‌های تحصیلی موسیقی برای دوره‌های کارشناسی ناپیوسته، کارشناسی و کارشناسی ارشد، مسئول برنامه‌ریزی نخستین دورهٔ آموزش‌های تکنولوژی - شاخهٔ موسیقی (دورهٔ پنج سالهٔ علمی‌کاربردی)، بنیانگذار معاونت پژوهشی دانشگاه هنر تهران و نخستین معاون پژوهشی دانشگاه هنر (۱۳۷۰)، بنیانگذاری دانشکدهٔ موسیقی دانشگاه هنر تهران (۱۳۷۳)، عضویت در گروه هنر و معماری شورای عالی برنامه‌ریزی وزارت فرهنگ و آموزش عالی، عضویت در هیئت تحریریه و مسئول بخش موسیقی «فصلنامهٔ هنر»، عضویت در هیئت علمی سمینار «مدیریت و هنر» در حوزهٔ معاونت هنری وزارت ارشاد، عضویت در هیئت واژه‌گزینی موسیقی فرهنگستان زبان و ادب فارسی، عضویت در هیئت علمی سمینار «ایران‌شناسی»، شاخهٔ موسیقی در بنیاد ایرانشناسی (۱۳۸۰)، راه‌اندازی گروه موسیقی دانشگاه گیلان (۱۳۸۱)، ثبت حقوقی و راه‌اندازی مجدد انجمن فیلارمونیک ایران

## آثار هنری
از جمله آثار شریف لطفی، به موارد زیر می‌توان اشاره نمود:

### آهنگسازی
- سه‌گاه برای پیانو و ارکستر[۱۰]
- جادهٔ ابریشم[۱۰]
- اتود برای هورن[۲۱]
- سروش برای ویلن و ارکستر[۱۰]
- ماهور رنگی[۲۲]
- سرود المپیاد سراسری دانشجویان[۱۹]
- تنظیم موسیقی مناطق ایران برای ارکستر سازهای ایرانی (محلی ۱، ۲، ۳ و ۴)[۱۹]
- قطعه‌ای برای خواننده، پیانو و گروه کر[۱۹]
- نوا، برای چهار ساز ایرانی[۱۹]
- آلبوم موسیقی محلی‌ها (به همراه پارتیتور اثر)[۲۳]
- آلبوم موسیقی دفینه، (سال ۱۴۰۰)[۲۴]

### موسیقی فیلم و سریال
- مادیان (علی ژکان)[۲۵]
- سامان (احمد نیک آذر)[۲۶]
- کنار برکه‌ها (یدالله نوعنصری)[۲۷]
- دخترک کنار مرداب (علی ژکان)[۲۸]
- پرندهٔ آهنین (علی شاه حاتمی)[۲۹]
- مسافران دره انار (یدالله نوعصری)[۳۰]
- آهوی وحشی (حمید خیرالدین)[۳۱]
- دو همسفر (اصغر هاشمی)[۳۲]
- سکوت کوهستان (یدالله نوعنصری)[۳۳]
- سریال رعنا (داوود میرباقری)[۳۴]
- سریال عطر گل یاس (بهمن زرین‌پور)[۳۵][۳۶]

### تألیفات
- مبانی آفرینش در موسیقی ایران - نشر آواز - ۱۳۹۹
- اندیشه‌های موسیقایی - نشر دیبایه - ۱۳۹۲[۳۷]
- روش نوین مبانی اجرای موسیقی - انتشارات دانشگاه هنر - ۱۳۸۱

## جوایز
- لوح تقدیر ویژه و تندیس جایزه ترویج علم از دوازدهمین دورهٔ جایزه ترویج علم ایران. ۱۳۹۰[۳۸][۳۹]
- برندهٔ بیست و یکمین دورهٔ کتاب سال برای تألیف کتاب روش نوین مبانی اجرای موسیقی. ۱۳۸۲[۴۰]
- نصب تندیس شریف لطفی در گذر هنرمندان جزیره کیش. ۱۳۷۹[۴۱][۴۲]
- استاد منتخب دانشگاه هنر تهران. ۱۳۷۴[۱۹]
- دریافت لوح زرین و دیپلم افتخار بهترین موسیقی متن از چهارمین دوره جشنواره فیلم فجر برای موسیقی فیلم سینمایی مادیان. ۱۳۶۴[۵]